# Liste des formations géologiques de (4) Vesta
On trouvera ci-dessous une liste des formations géologiques de (4) Vesta ayant reçu un nom officiel. Elles ont été révélées par la sonde Dawn, le télescope spatial Hubble et certains télescopes terrestres comme les télescopes Keck.
Les thèmes utilisés pour les caractéristiques de surface de Vesta sont les suivants :
- cratères : vestales et personnes associées aux vestales ;
- régions : scientifiques associés à l'étude de (4) Vesta ;
- autres : fêtes romaines et lieux associés aux vestales.

Au 30 septembre 2015, 90 cratères, 2 catenae, 3 dorsa, 3 fossae, 1 planitia, 3 rupes, 1 terra et 3 tholi ont été baptisés.
Le système de coordonnées va de 0 à 360 degrés en se déplaçant vers l'est.
| Nom                | Type     | Diamètre | Latitude du centre | Longitude du centre | Date d'approbation du nom | Origine du nom                                                                           |
| ------------------ | -------- | -------- | ------------------ | ------------------- | ------------------------- | ---------------------------------------------------------------------------------------- |
| Agonium Rupes      | rupes    | 111.28   | -53.47             | 316.08              | 27 décembre 2011          | Les Agonalia, la fête romaine où le rex sacrorum immolait un bélier.                     |
| Albalonga Catena   | catena   | 161.74   | -7.17              | 72.61               | 21 novembre 2012          | Ville d'Albe la Longue.                                                                  |
| Aricia Tholus      | tholus   | 39.02    | 13.38              | 311.55              | 27 décembre 2011          | Ville d'Aricia.                                                                          |
| Brumalia Tholus    | tholus   | 48.21    | -6.31              | 64.99               | 21 novembre 2012          | Les Brumalia, la fête romaine en l'honneur de la croissance de la lumière.               |
| Divalia Fossa (en) | fossa    | 549.37   | -9.05              | 196.23              | 27 décembre 2011          | Les Divalia, la fête romaine en l’honneur de la déesse Angerona.                         |
| Feralia Planitia   | planitia | 270.27   | 3.03               | 101.71              | 27 décembre 2011          | Les Feralia, la fête romaine en l'honneur des morts.                                     |
| Lavinium Dorsum    | dorsum   | 96.35    | 27.15              | 109.15              | 21 novembre 2012          | Ville de Lavinium.                                                                       |
| Lucaria Tholus     | tholus   | 24.75    | -12.9              | 253.65              | 30 septembre 2011         | Les Lucaria, la fête romaine en l'honneur des bois.                                      |
| Lupercalia Fossa   | fossa    | 82.28    | 10.33              | 242.6               | 5 février 2014            | Les Lupercalia, la fête romaine en l’honneur de Faunus, dieu des troupeaux.              |
| Matronalia Rupes   | rupes    | 209.49   | -49.42             | 232.76              | 27 décembre 2011          | Les Matronalia, la fête romaine en l’honneur des épouses.                                |
| Neptunalia Dorsa   | dorsum   | 83.13    | -45.14             | 80.75               | 5 février 2014            | Les Neptunalia, la fête romaine en l’honneur de Neptune, divinité des eaux.              |
| Parentatio Rupes   | rupes    | 99.34    | -73.75             | 107.59              | 5 février 2014            | Les Parentatio, la fête romaine en l’honneur des ancêtres.                               |
| Parilia Dorsa      | dorsum   | 79.65    | -56.71             | 123.84              | 5 février 2014            | Les Parilia, la fête romaine en l’honneur de Palès, déesse des bergers.                  |
| Robigalia Catena   | catena   | 79.21    | -14.04             | 19.78               | 21 novembre 2012          | Les Robigalia, la fête romaine en l'honneur de Robigus.                                  |
| Saturnalia Fossae  | fossa    | 344.94   | 28.05              | 37.05               | 27 décembre 2011          | Les Saturnalia, la fête romaine en l’honneur de Saturne.                                 |
| Vestalia Terra     | terra    | 335.56   | -3.73              | 33.47               | 27 décembre 2011          | Les Vestalia, la fête romaine en l’honneur de Vesta.                                     |
| Aconia             | cratère  | 19       | 7.54               | 151.37              | 5 février 2014            | Fabia Aconia Paulina, vestale.                                                           |
| Aelia              | cratère  | 4.34     | -14.26             | 290.8               | 28 février 2012           | Aelia Oculata, vestale.                                                                  |
| Africana           | cratère  | 25.43    | 68.99              | 345.87              | 5 février 2014            | Cornelia Africana, femme de Tiberus Gracchus Major et mère de Tiberus et Gaius Gracchus. |
| Albana             | cratère  | 90.86    | 76.61              | 200.69              | 21 novembre 2012          | Albana , vestale.                                                                        |
| Albia              | cratère  | 5.79     | -27.85             | 78.85               | 5 février 2014            | Albia Dominica, femme de l'empereur Valens                                               |
| Alypia             | cratère  | 15.17    | -70.22             | 139.22              | 5 février 2014            | Alypia, femme de Ricimer.                                                                |
| Angioletta         | cratère  | 18.42    | -40.16             | 179.25              | 7 octobre 2014            | Angioletta Coradini (1946-2011).                                                         |
| Antonia            | cratère  | 16.75    | -58.7              | 350.78              | 28 février 2012           | Antonia la Jeune, femme de l'empereur Claude.                                            |
| Aquilia            | cratère  | 36.82    | -49.41             | 190.88              | 28 février 2012           | Julia Aquilia Severa, vestale.                                                           |
| Arruntia           | cratère  | 10.49    | 39.44              | 221.59              | 28 février 2012           | Arruntia, vestale.                                                                       |
| Bellicia           | cratère  | 41.68    | 37.73              | 197.76              | 30 septembre 2011         | Bellicia, vestale.                                                                       |
| Bruttia            | cratère  | 20.68    | 63.81              | 237.09              | 5 février 2014            | Bruttia Crispina, femme de l'empereur Commodus.                                          |
| Caesonia           | cratère  | 104.23   | 31.2               | 249.93              | 5 février 2014            | Atia Balba Caesonia, mère de l'empereur Auguste                                          |
| Calpurnia          | cratère  | 50.19    | 16.72              | 349.1               | 27 décembre 2011          | Calpurnia, vestale.                                                                      |
| Cannutia           | cratère  | 17.97    | -58.93             | 214.73              | 5 février 2014            | Cannutia, vestale.                                                                       |
| Canuleia           | cratère  | 11.32    | -33.62             | 84.52               | 28 février 2012           | Canuleia, vestale.                                                                       |
| Caparronia         | cratère  | 53.2     | 35.71              | 317.03              | 30 septembre 2011         | Caparronia, vestale.                                                                     |
| Charito            | cratère  | 6.55     | -44.8              | 90.71               | 5 février 2014            | Charito, femme de l'empereur Jovien.                                                     |
| Claudia            | cratère  | 0.57     | -1.65              | 146                 | 30 septembre 2011         | Claudia Quinta, vestale.                                                                 |
| Coelia             | cratère  | 14.06    | -1.14              | 239.82              | 5 février 2014            | Coelia Concordia, vestale.                                                               |
| Cornelia           | cratère  | 14.9     | -9.37              | 15.57               | 27 décembre 2011          | Cornelia, vestale.                                                                       |
| Cossinia           | cratère  | 15.72    | 0.63               | 178.96              | 5 février 2014            | Cossinia, vestale.                                                                       |
| Domitia            | cratère  | 32.99    | 37.62              | 337.96              | 30 septembre 2011         | Domitia, vestale.                                                                        |
| Domna              | cratère  | 13.53    | -11.11             | 225.93              | 21 novembre 2012          | Julia Domna, femme de l'empereur Septime Sévère.                                         |
| Drusilla           | cratère  | 20.34    | -15.05             | 51.22               | 28 février 2012           | Julia Drusilla, fille de Germanicus et Agrippine l'Aînée.                                |
| Eumachia           | cratère  | 25.78    | 0.14               | 317.06              | 21 novembre 2012          | Eumachia de Pompei.                                                                      |
| Eusebia            | cratère  | 23.44    | -42.04             | 354.31              | 28 février 2012           | Eusebia, femme de l'empereur Constantius II.                                             |
| Eutropia           | cratère  | 21.09    | 22.4               | 255.01              | 21 novembre 2012          | Eutropia, femme de l'empereur Maximien Hercule.                                          |
| Fabia              | cratère  | 11.62    | 15.53              | 55.76               | 28 février 2012           | Fabia, vestale.                                                                          |
| Fausta             | cratère  | 3.14     | -25.44             | 99.76               | 5 février 2014            | Fausta Flavia Maxima, femme de l'empereur Constantin Ier                                 |
| Flavola            | cratère  | 2.87     | -9.16              | 329.56              | 5 février 2014            | Flavola, vestale.                                                                        |
| Floronia           | cratère  | 18.54    | 36.23              | 94.06               | 30 septembre 2011         | Floronia, vestale.                                                                       |
| Fonteia            | cratère  | 20.61    | -53.25             | 291.41              | 21 novembre 2012          | Fonteia, vestale.                                                                        |
| Fulvia             | cratère  | 16.73    | -26.13             | 292.65              | 5 février 2014            | Fulvia, femme de Publius Clodius Pulcher, Curion et Marc Antoine.                        |
| Fundania           | cratère  | 29.23    | 57.62              | 285.02              | 5 février 2014            | Annia Fundania Faustina, vestale.                                                        |
| Galeria            | cratère  | 21.77    | -29.82             | 18.38               | 21 novembre 2012          | Galeria Fundana, femme de l'empereur Vitellius.                                          |
| Gegania            | cratère  | 22.33    | 4.05               | 210.77              | 30 septembre 2011         | Gegania, vestale.                                                                        |
| Graecina           | cratère  | 11.93    | -37.45             | 237.01              | 5 février 2014            | Pomponia Graecina, femme d'Aulus Plautius.                                               |
| Helena             | cratère  | 22.06    | -41.51             | 272.55              | 27 décembre 2011          | Flavia Iulia Helena Augusta, femme de l'empereur Constance Chlore.                       |
| Herennia           | cratère  | 22.33    | -72.42             | 10.33               | 5 février 2014            | Herennia Etruscilla, femme de l'empereur Dèce.                                           |
| Hortensia          | cratère  | 29.45    | -46.85             | 165.38              | 7 octobre 2014            | Hortensia, fille de Quintus Hortensius Hortalus.                                         |
| Iuinia             | cratère  | 3.03     | -35.58             | 238.22              | 5 février 2014            | Iuinia, vestale.                                                                         |
| Justina            | cratère  | 7.62     | -34.41             | 107.88              | 28 février 2012           | Justina, femme de l'empereur Valentinien Ier.                                            |
| Laelia             | cratère  | 8.89     | -46.82             | 290.45              | 28 février 2012           | Laelia, vestale.                                                                         |
| Laeta              | cratère  | 1.37     | 14.9               | 329.9               | 5 février 2014            | Clodia Laeta, vestale.                                                                   |
| Laurentia          | cratère  | 11.48    | -28.15             | 92.8                | 5 février 2014            | Acca Larentia, femme de Faustulus et mère adoptive de Romulus et Rémus.                  |
| Lepida             | cratère  | 42.9     | 16.74              | 96.76               | 28 février 2012           | Lepida, vestale.                                                                         |
| Licinia            | cratère  | 24.05    | 23.34              | 167.35              | 28 février 2012           | Licinia, vestale.                                                                        |
| Lollia             | cratère  | 4.9      | -37.36             | 242.33              | 5 février 2014            | Lollia Paulina, femme de l'empereur Caligula.                                            |
| Longina            | cratère  | 17.65    | 36.96              | 20.65               | 5 février 2014            | Domitia Longina, femme de l'empereur Domitien.                                           |
| Lucilla            | cratère  | 19.3     | -75.96             | 299.12              | 5 février 2014            | Annia Aurelia Galeria Lucilla, femme de l'empereur Lucius Aurelius Verus.                |
| Mamilia            | cratère  | 35.67    | 48.39              | 82.09               | 21 novembre 2012          | Mamilia, vestale.                                                                        |
| Marcia             | cratère  | 67.6     | 8.98               | 339.55              | 30 septembre 2011         | Marcia, vestale.                                                                         |
| Mariamne           | cratère  | 30.33    | -68.44             | 350.73              | 5 février 2014            | Mariamne l'Hasmonéenne, femme de Hérode Ier le Grand.                                    |
| Metrodora          | cratère  | 23.99    | -59.43             | 100.54              | 5 février 2014            | Claudia Metrodora de Kios.                                                               |
| Minervina          | cratère  | 18.34    | 16.85              | 199.29              | 5 février 2014            | Minervina, concubine de l'empereur Constantin Ier.                                       |
| Minucia            | cratère  | 23.15    | 20.2               | 357.2               | 27 décembre 2011          | Minucia, vestale.                                                                        |
| Myia               | cratère  | 2.59     | -50.53             | 256.34              | 21 novembre 2012          | Myia, philosophe.                                                                        |
| Numisia            | cratère  | 29.94    | -7.48              | 37.25               | 30 septembre 2011         | Numisia, vestale.                                                                        |
| Occia              | cratère  | 7.34     | -15.47             | 168.48              | 28 février 2012           | Occia, vestale.                                                                          |
| Octavia            | cratère  | 30.62    | -3.3               | 297.21              | 28 février 2012           | Octavia, vestale.                                                                        |
| Oppia              | cratère  | 36.67    | -7.89              | 99.08               | 30 septembre 2011         | Oppia, vestale.                                                                          |
| Paculla            | cratère  | 22.34    | -64.22             | 151.15              | 5 février 2014            | Paculla Annia de Campanie.                                                               |
| Paulina            | cratère  | 18.13    | 10.92              | 133.11              | 21 novembre 2012          | Aurelia Paulina d'Anatolie.                                                              |
| Perpennia          | cratère  | 21.36    | -23.03             | 258.75              | 5 février 2014            | Perpennia, vestale.                                                                      |
| Pinaria            | cratère  | 41.76    | -29.54             | 181.63              | 30 septembre 2011         | Pinaria, vestale.                                                                        |
| Placidia           | cratère  | 14.75    | 19.24              | 281.38              | 5 février 2014            | Galla Placidia, femme du roi Athaulf et de l'empereur Constance III.                     |
| Plancia            | cratère  | 18.48    | 61.56              | 343.91              | 5 février 2014            | Plancia Magna, femme de Gaius Julius Cornutus Tertullus, le jeune.                       |
| Pomponia           | cratère  | 59.07    | 70.2               | 262.58              | 21 novembre 2012          | Pomponia, vestale.                                                                       |
| Portia             | cratère  | 11.44    | 0.91               | 191.17              | 5 février 2014            | Portia, fille de Caton d'Utique et femme de Marcus Junius Brutus.                        |
| Postumia           | cratère  | 195.89   | 33.84              | 33.77               | 5 février 2014            | Postumia, vestale.                                                                       |
| Publicia           | cratère  | 15.79    | 14.53              | 234.36              | 28 février 2012           | Flavia Publicia, vestale.                                                                |
| Rheasilvia         | cratère  | 450      | -71.95             | 86.3                | 30 septembre 2011         | Rhéa Silvia, vestale.                                                                    |
| Rubria             | cratère  | 10.27    | -7.32              | 168.34              | 28 février 2012           | Rubria, vestale.                                                                         |
| Rufillia           | cratère  | 15.79    | -12.92             | 288.71              | 5 février 2014            | Rufillia, vestale.                                                                       |
| Scantia            | cratère  | 18.61    | 29.63              | 64.65               | 28 février 2012           | Scantia, vestale.                                                                        |
| Sentia             | cratère  | 16.54    | -38.39             | 170.75              | 7 octobre 2014            | Amaesia Sentia, l'androgyne.                                                             |
| Serena             | cratère  | 18.47    | -20.43             | 270.71              | 28 février 2012           | Serena, nièce de Théodose Ier.                                                           |
| Severina           | cratère  | 34.74    | -75.41             | 271.55              | 27 décembre 2011          | Severina, vestale.                                                                       |
| Sextilia           | cratère  | 19.48    | -39                | 295.93              | 30 septembre 2011         | Sextilia, vestale.                                                                       |
| Sossia             | cratère  | 8.11     | -36.78             | 75.76               | 28 février 2012           | Sossia, vestale.                                                                         |
| Tarpeia            | cratère  | 40.29    | -69.47             | 179.3               | 27 décembre 2011          | Tarpeia, vestale.                                                                        |
| Teia               | cratère  | 6.69     | -3.44              | 61.06               | 28 février 2012           | Teia Euphrosyne Ruffina, vestale.                                                        |
| Torquata           | cratère  | 34.73    | 46.45              | 143.78              | 21 novembre 2012          | Torquata, vestale.                                                                       |
| Tuccia             | cratère  | 11.65    | -39.86             | 346.81              | 30 septembre 2011         | Tuccia (en), vestale.                                                                    |
| Urbinia            | cratère  | 24.25    | -29.88             | 66.26               | 30 septembre 2011         | Urbinia, vestale.                                                                        |
| Varronilla         | cratère  | 158.45   | 29.62              | 179.58              | 5 février 2014            | Varronilla, vestale.                                                                     |
| Veneneia           | cratère  | 400      | -47.93             | 305.68              | 28 février 2012           | Veneneia, vestale.                                                                       |
| Vettenia           | cratère  | 18.89    | 4.8                | 229.31              | 5 février 2014            | Vettenia, vestale.                                                                       |
| Vibidia            | cratère  | 7.1      | -26.96             | 10.3                | 27 décembre 2011          | Vibidia, vestale.                                                                        |